# Джой (фильм, 1997)
«Джой» (англ. Joey) — австралийский комедийный фильм 1997 года режиссёра Йена Бэрри.

## Сюжет
12-летний Билли Макгрегор живёт мамой на семейном ранчо в австралийской глубинке. У него много друзей и домашних питомцев. Самый любимый — кенгурёнок по кличке Джой.
Когда родителей Джоя похищают браконьеры, Билли решает помочь маленькому другу.

## В ролях
- Джэми Крофт — Билли Макгрегор
- Алекс Маккенна — Линда Росс
- Ребекка Гибни — Пенни Макгрегор
- Харольд Хопкинс — Канга Катчер
- Эд Бегли мл. — посол Тед Росс[3]
- Рут Крэкнелл — Сильвия Вандерберг
- Мартин Джейкобс — констебль Уолкер

## Критика и отзывы
Критик Дэвид  Стрэттон в своей рецензии в журнале Variety (3 января 1998 года) называет фильм шаблонным и разочаровывающе скучным. При этом он позитивно оценивает старания юных актёров, а из их более взрослых коллег отмечает игру Рут Крэкнелл в роли миссис Вандерберг. По мнению обозревателя, режиссёр Йен Бэрри определённо способен на большее. Стрэттон приводит в пример его фантастический боевик 1980 года «Цепная реакция», который был снят куда лучше.
На сайте Rotten Tomatoes «Джой» имеет лишь 25 % «свежести» при средней оценке в 3,2 из 5.